# Agrosoma cruciata
Agrosoma cruciata är en insektsart som beskrevs av Victor Antoine Signoret 1853. Agrosoma cruciata ingår i släktet Agrosoma och familjen dvärgstritar. Inga underarter finns listade i Catalogue of Life.